# Pachycarpus stelliceps
Pachycarpus stelliceps är en oleanderväxtart som beskrevs av Nicholas Edward Brown. Pachycarpus stelliceps ingår i släktet Pachycarpus och familjen oleanderväxter. Inga underarter finns listade i Catalogue of Life.